# Pedicularis jonesii
Pedicularis jonesii är en snyltrotsväxtart som beskrevs av Townshend Stith Brandegee. Pedicularis jonesii ingår i släktet spiror, och familjen snyltrotsväxter. Inga underarter finns listade i Catalogue of Life.